# Зелёная богиня (соус)
«Зелёная богиня» (англ. Green goddess dressing) — американская салатная заправка или соус, обычно состоящая из майонеза, сметаны, кервеля, шнитт-лука, анчоусов, эстрагона, лимонного сока и чёрного перца. Может использоваться как соус-дип для макания.

## История
Заправка названа из-за своего цвета. По наиболее распространенной теории, она была придумана в 1923 году шеф-поваром Palace Hotel в Сан-Франциско Филипом Ромером. Он хотел отдать дань уважения актёру Джорджу Арлиссу и его популярной пьесе «Зелёная богиня». Повар придумал эту заправку, которая, как и пьеса, вскоре стала хитом.
Считается, «Зелёная богиня» представляет собой разновидность заправки, придуманной во Франции поваром Людовика XIII, который приготовил sauce au vert (зелёный соус), традиционно подаваемый с «зелёным угрем».
В 1948 году New York Times опубликовала рецепт заправки, в состав которой входил вустерский соус. Более поздние рецепты включали такие добавления, как авокадо или базилик.
В начале 1970-х производитель заправок для салатов Seven Seas выпустил версию заправки «Зелёная богиня» в бутылках. Она по-прежнему производится в ограниченных количествах, хотя компания была куплена Kraft Foods.